# Harmonisch getal
In de wiskunde wordt voor ieder positief geheel getal {\displaystyle n} het n-de harmonisch getal gedefinieerd als:
{\displaystyle H_{n}=\sum _{k=1}^{n}{\frac {1}{k}}}
Het gaat hier zoals te zien om rationale getallen en indien de sommatie uitgewerkt wordt leidt dit tot breuken met oneven tellers en even noemers:

## De rij van de harmonische getallen
In breukvorm geschreven zijn de eerste 25 termen van de rij van de harmonische getallen:
{\displaystyle 1,~3/2,~11/6,~25/12,~137/60,~49/20,~363/140,~761/280,~7129/2520,~7381/2520,}
{\displaystyle 83711/27720,~86021/27720,~1145993/360360,~1171733/360360,~1195757/360360,}
{\displaystyle 2436559/720720,~42142223/12252240,~14274301/4084080,~275295799/77597520,}
{\displaystyle 55835135/15519504,~18858053/5173168,~19093197/5173168,~444316699/118982864,}
{\displaystyle 1347822955/356948592,~34052522467/8923714800}
De tellers van de harmonische getallen worden de getallen van Wostenholme genoemd en vormen de rij A001008 in OEIS. De noemers vormen de rij A002805 in OEIS.
De harmonische getallen vormen de afgekapte sommen van de harmonische reeks, algemeen bekend als divergent. Ze zijn verwant aan wat alternerende harmonische getallen kunnen worden genoemd:
{\displaystyle H'_{n}=\sum _{k=1}^{n}(-1)^{k+1}{\frac {1}{k}}}
Dit zijn de afgekapte sommen van de alternerende harmonische reeks, algemeen bekend als convergent en ze zijn recursief uit te drukken in de harmonische getallen met de formules
{\displaystyle H'_{2n}=H_{2n}-H_{n}}
en
{\displaystyle H'_{2n+1}=H_{2n}-H_{n}+{\frac {1}{2n+1}}}
De harmonische getallen (en daardoor ook de alternerende harmonische getallen) kunnen analytisch als volgt uitgedrukt worden:
{\displaystyle H_{n}=\gamma +\psi (n+1)}
waarin {\displaystyle \gamma } de constante van Euler-Mascheroni en {\displaystyle \psi } de digammafunctie is, gedefinieerd als:
{\displaystyle \psi (z)={\frac {\mathrm {d} }{\mathrm {d} z}}\ln(\Gamma (z))={\frac {\Gamma '(z)}{\Gamma (z)}}}
Een expliciete formule voor {\displaystyle H_{n}} is:
{\displaystyle {\begin{aligned}H_{n}&=G_{n}-(n+1)\left\lfloor {\frac {G_{n}}{n+1}}\right\rfloor \end{aligned}}}
waarin
{\displaystyle {\begin{aligned}G_{n}&={\frac {{{n+(n+1)!} \choose {n}}-1}{(n+1)!}}\end{aligned}}}

## Verwantschappen
De harmonische getallen en de gegeneraliseerde harmonische getallen worden gebruikt in verschillende disciplines binnen de wiskunde, zoals de combinatoriek en de studie van speciale functies. Binnen de speciale functies spelen ze bijvoorbeeld een rol bij de polygammafunctie en de polyalgoritmische functie, en in de zèta-functie van Riemann. Verder komen ze voor binnen recente ontwikkelingen binnen de grote algemeenheid  zoals enkele verwante vragen binnen de benadering van Hermite - Padé.